# Klara Barnjak
Klara Barnjak (* 18. September 1999) ist eine kroatische Leichtathletin, die sich auf den Weitsprung spezialisiert hat.

## Sportliche Laufbahn
Erste internationale Erfahrungen sammelte Klara Barnjak beim Europäischen Olympischen Jugendfestival (EYOF) 2015 in Tiflis, bei dem sie im 100-Meter-Hürdenlauf mit 14,53 s in der ersten Runde ausschied. 2021 belegte sie dann bei den U23-Europameisterschaften in Tallinn mit windunterstützten 6,27 m den achten Platz. Im Jahr darauf gewann sie bei den Balkan-Hallenmeisterschaften in Istanbul mit 6,22 m die Silbermedaille hinter der Griechin Vasiliki Chaitidou.
2021 wurde Barnjak kroatische Meisterin im Weitsprung im Freien sowie 2018, 2021 und 2022 in der Halle.

## Persönliche Bestleistungen
- Weitsprung: 6,34 m (+0,8 m/s), 10. Juli 2021 in Tallinn
  - Weitsprung (Halle): 6,23 m, 27. Februar 2021 in Zagreb